# Процеси опажања код новорођенчади
Чулни системи организма су његова примарна средства путем којих прима информације из средине. Нормалне, донешене (рођене на време) бебе улазе у свет са функционалним свим чулним системима, али нису сви ови системи на истом нивоу зрелости. Разлике у брзини којом се различити органски системи развијају продужава хетерохронију на коју смо указали у вези са феталним периодом и која ће се наставити током развоја детета. Основна метода која се користи за утврђивање чулних способности одојчета јесте увођење неке промене у средину и посматрање њених ефеката на физиолошке процесе детета или његово понашање. Истраживач може, на пример, да уведе звук или трепћуће светло и да посматра показатеље – окретање главе, промене у можданим таласима или промену брзине сисања – да га је одојче опазило. Понекад истраживачи уведу два стимулуса истовремено да би утврдили да ли ће беба једном посветити више пажње него другом. Ако је тако, вероватно беба може да разликује стимулусе, и можда чак преферира онај коме је посветила више пажње.
Друга широко коришћена техника јесте да се најпре стимулус понавља све док беба не престане да обраћа пажњу на њега. Овај образац реаговања се назива хабитуација. Тада се промени неки аспект стимулуса: фреквенција звука, језик који се говори, или распоред елемената у видном пољу. Ако се бебино интересовање поврати, истраживач може да закључи да је беба опазила промену. Поновно обраћање пажње након што је промењен неки аспект стимулуса назива се дехабитуација. Ако одојче и даље игнорише стимулус без обзира на промену, истраживач не може бити сигуран да је промена у стимулусу опажена или не.

## Слух
На гласан звук, само минут старо одојче ће се тргнути или чак заплакати. Такође ће окренути главу ка извору звука, што показује да опажају звук грубо локализован у простору. Ипак, слух новорођенчета није тако оштар за неке делове звучног спектра као што ће бити касније. У данима након рођења, оштрина слуха новорођенчета брзо се развија након што амниотична течност заостала у ушима бива абсорбована, и наставља да се побољшава током неколико месеци. Чини се да су одојчад способна да разликују звук људског гласа од других врста звукова, и да га преферирају. Одојче старо само неколико дана научиће да сиса вештачку брадавицу на звук снимљеног гласа или вокалне музике, али неће тако спремно сисати када чује ритмични невокални звук или инструменталну музику. Посебно су заинтересована за говор упућен њима, и посебно када се говори високим тоном и полако, наглашенох изговора, што је познато као „беби говор“. Постоје чак подаци да неке бебе развију преференцију за језик који се говори око њих у односу на страни језик у време када имају само 4 дана.
Једно од зачуђујућих открића у вези са слухом врло малих беба јесте да су посебно осетљиве на звучне категорије људског говора, што је изгледа суштинска способност за стицање језика. Ови основни језички звуци називају се фонеме. Фонеме варирају од језика до језика. На пример, у Шпанском /р/ и /рр/ су две фонеме; „pero“ и „perro“ звуче различито и имају различита значења. (Лингвисти означавају фонеме и друге језичке звуке стављајући их у заграде.) Међутим, у Енглеском, таква разлика не постоји. Слично томе, /р/ и /л/ су различите фонеме у Енглеском али не и у Јапанском језику. Осим ако нису покупила осећај за основни ритам њиховог матерњег језика још у стомаку, на шта указује неколико истраживања приказаних у поглављу 3, бебе долазе на свет без икаквог искуства о језику. Ипак, за годину дана и без правог обучавања, оне ће производити звуке налик говору и можда чак почети да стварају прве речи.
Део одговора дала су истраживања Питера Ејмсаи његових колега која указују да способност опажања основних гласова постоји од рођења. У овим истраживањима уређено је да бебе сисају цуцлу повезану са апаратом за снимање. Након што су утврдили почетну брзину сисања за сваку бебу, почели су да им пуштају гласове /па/ сваки пут када су сисале. У почетку се брзина сисања повећала као да су биле узбуђене сваким јављањем гласова, али су се након неког времена поново вратиле на почетну брзину сисања. Када су постале потпуно хабитуиране на гласове /па/, неке од њих су чуле нове гласове /ба/, који се разликују од почетних само у првој фонеми - /п/ према /б/. Друге су чуле гласове који су се у подједнако разликовале од почетних, али нису изашли из оквира фонема. Новоређенчад је убрзавала сисање само када је промена прелазила границе фонеме, што указује да су били посебно осетљиви на разлику.
Друга истраживања показала су да новорођен бебе способне да опазе све категоричке гласовне разлике из свих светских језика. На пример, јапанске бебе могу да опазе разлику између /р/ и /л/ иако одрасли гвороници јапанског не могу. Способност разликовања фонема изгледа да се сужава на само оне разлике које постоје у матерњем језику на узрасту од 6 до 8 месеци, узраст на коме се у просеку јављају први артикулације говору сличних гласова. Иако је примамљиво закључити да се људске бебе рађају са вештинама опажања које су посебно подешене на својства људског говора, истраживања показују да и друге врсте могу да праве сличне разлике. Разлика је у томе што људска бића користе ту способност као камен темељац овладавања језиком, што је достигнуће изван способности других животиња.

## Вид
Основни анатомски елементи визуелног система постоје од рођења, али нису у потпуности развијени нити добро координисани. Сочиво ока је још увек незрело; оно фокусира слику неколико милиметара иза ретине, тако да су слике на ретини замућене. Такође, покрети бебиних очију нису довољно добро координисани да би слике са две ретине биле довољно комплементарне како би се видела јасна сложена слика. Незелост неких нервних путева који преносе информације од ретине до мозга даље ограничава видне способности новорођенчета.

### Опажање боја
Чини се да новорођенче поседује све, или скоро све, физиолошке предуслове за виђење боја, али се психолози не слажу по питању које тачно боје беба може да види. Међутим, на узрасту од 2  месеца способност виђења боја је скоро иста као и код одраслих.

### Визуелна оштрина
Основно питање у вези са видом новорођенчади јесте колико су кратковида. Да би утврдили визуелну оштрину новорођенчади, Роберт Фенц и његове колеге развили су тест заснован на чињеници да када се пругасто видно поље покрене испред очију, очи се крећу у истом правцу као и шема. Ако су размаци између пруга тако мали да се не могу видети, очи се неће покренути. Варирајући ширину размака и поређењем резултата добијених на бебама са онима добијеним са одраслима, ови истраживачи су могли да процене да новорођенчад има 6/90 вида – тј. да могу да виде на 6 метара оно што одрасли са нормалним видимо могу да виде на 90. Други истраживачи проценили су да је оштрина вида новорођених беба ближа 6/240. Иако су ове процене доста различите, обе указују да су новорођене бебе прилично кратковиде.
Лоша визуелна оштрина вероватно мање смета бебама него старијој деци и одраслима. Уосталом, бебе не могу да се крећу осим ако их неко не носи, и не могу без ослонца да држе подигнуту главу. Ипак, њихов визуелни систем је довољно добро подешен да виде објекте на око пола метра – што је удаљеност лица њихове мајке када их доји. Овај ниво оштрине омогућава им да успоставе контакт очима, што је важан моменат у успостављању социјалног доноса између мајке и детета. На зрасту од 7 или 8 месеци, када су бебе способне да пузе, њихова визуелна оштрина је близу нивоа одраслих.

### Визуелно скенирање
Упркос својој кратковидости и тешкоћама у фокусирању, новорођене бебе активно скенирају своју околину од најранијих дана. Ови истраживачи развили су технике снимања које су им омогућиле да тачно утврде где беба гледа и да прате покрете њихових очију у ветлој и марчној просторији. Открили су да бебе скенирају кратким покретима очију у потпуно замраченој соби. Пошто им светло не допире до очију, овај облик скенирања не може бити изазвани визуелним окружењем. Због тога мора бити ендогеног порекла, пореклом из неуралне активности централног нервног система. Ендогени покрети очију изгледа да су почетна, примитивна основа гледања.
Ова истраживања такође су открила да новорођене бебе испољавају ране облике егзогеног гледања; тј. гледања које је стимулисано спољашњим окруђењем. Када се упали светло након што су бебе биле у марку, оне праве паузе у скенирању када се њихов поглед сретне са неким објектом или променом у светлини у видном пољу. Ова веома рана осетљивост на промене у светлини, које су најчешће повезане са ивицама и угловима објеката, изгледа да је важна компонента бебине способности која се развија да опажа визуелне облике.

### Опажање облика
До раних 60-тих година двадесетог века, веровало се да бебе опажају само безобличну игру светла. Роберт Фенц задао је озбиљан ударац овој претпоставци показавши да бебе старе само 2 дана могу да разликују визуелне облике. Користио је врло једноставну технику. Бебе су постављене да леже на леђима у специјално осмишљеној „одаји за посматрање“ и показивани су им различити облици. Посматрач је кроз врх апарата посматрао бебу и бележио колико дуго посматра сваки облик. Пошто су бебе посматрале неке облике дуже него друге, претпоставља се да су могле да их разликују и да су преферирале онај који су дуже посматрале. Фенц је утврдио да су бебе рађе гледале сложене фигуре, као што су лице или концентрични кругови, него оне једноставне.
Фенцови налази подстакли су потрагу којом би се утврдио обим способности новорођенчета да разликује облике и разлози зашто више посматрају једне него друге. Истраживања су потврдила да бебе визуелно опажају свет као нешто сложеније него случајну збрку, али су такође пружила доказе да одојчад не долазе на свет припремљена да га виде на исти начин као што га виде одрасли. На пример, Бронсон је испитивао како бебе старе 2 недеље и бебе старе 12 недеља посматрају цртеж једноставних фигура, као што су крст или „В“ на светлом визуелном пољу. Када се одраслима покаже таква фигура, они скенирају целу граничну линију. Супротно томе, Бронсон је утврдио да бебе старе две недеље не скенирају целу фигуру већ као да се усмеравају на области највећег контраста, као што су линије и углови. Очигледно је да овај начин посматрања није случајан, али не даје доказе да се бебе рађају са способношћу опажања основних облика. На узрасту од 12 недеља бебе скенирају већи део фигуре, али су њихови покрети скенирања још увек непотпуни и даље највише везани за области највећег контраста. Бронсон је такође утврдио да су неке од старијих беба скенирале фигуре врло споро и на ограничен начин као млађе бебе, што указује на значајне индивидуалне разлике у брзини перцептивног развоја током првих месеци живота.

### Опажање лица
У Фенцовим раним истраживањима, једна од сложених фигура која се приказивала бебама било је шематизовано људско лице. Чињеница да су бебе посамтрале ову фигуру дуже него било коју другу указује да бебе могу да опажају лице и да воле да га гледају. Када је Фенц приказао бебама шематизовану фигуру лица и фигуру у којој су делови лица били измешани, установио је да су бебе могле да разликују шематизовано лице од испретураног. Тако јака индикација да новорођенчад има ненаучену склност ка биолошки значајним облицима привукла је велику пажњу. Међутим, преференција шематизованог лица у односу на испретурано је веома мала, посебно у поређењу са разликом у преференцији између сложене и једноставне фигуре. У годинама након Фенцовог истраживања, било је много дискусије око тога да ли бебе заиста опажају лица или су само визуелно привучена сложеним фигурамастрого контролишући факторе као што су степен светлине, контраст између фигуре и позадине, број кривуља и углова унутар шематизованог и испретураног лица.
Његов закључак, који су подржали и други, био је да је на Фенцов резултат утицало присутво врло контрастних елемената или великог броја кривуља и углова, а не сама „лицоликост“ фигуре. У скоријим репликацијама овог истраживања, које су извели Денмилер и Стивенс коришћени су компијутерски створене слике што је омогућило истраживачима да изједначе фигуре по свим факторима осим „лицоликости“. Установили су да 6 недеља старе бебе нису показивале преференцију ка некој фигури, док су 12 недеља старе бебе преферирале слику лица.
Интересантну потврду основних промена у опажању беба у току првих месеци живота, дала су истраживања која су показала важност покрета за склоност малих беба да посматају лица. У Фенцовим истраживањима и каснијим репликацијама које смо описали, коришћене су само непомичне шематске репрезентације лица. Неколико истраживања је показало да ће бебе старе само 9 минута окренути главу и гледати у шематизовано лице које се креће испред њих, и да ће га посматрати дуже него испретурано лице. Мортон и Џонсон су указали да је врло рано препознавање лица примитивна реакција контролисана урођеним субкортикалним механизмима, док се преференција лица код одојчади старијих од 2 месеца јавља као резултат сазревања визуелног кортекса и дечијег искустваса опажањем лица.
Бушнел је на другачији начин показао да је покрет важан у опажању новорођених беба. Бебама старим између једног и два месеца, он је приказивао непокретне сложене фигуре, као што је троугао унутар круга. Фигуре су приказиване неколико пута, све док бебе нису престале да их посматрају осим на кратко. Када је затим спољни елемент промењен, бебе су дуже посматрале фигуру, али када је промењен унутрашњи елемент (троугао), нису. Бушнел је затим подесио апарат тако да се унутрашни елемент кретао напред назад, уместо што да буде непомичан. Сада су бебе реаговале на промену и спољашњег и унутрашњег елемента. Бушнел сматра да последња експеримнетална ситуација је аналогна лицу са очима или устима у покрету. Способности визуелног опажања новорођених беба је такође под утицајем степена контраста између различитих делова објекта који посматрају, фактор који је већ поменут у вези са тенденцијом беба да задрже поглед на линијама, угловима и светло-тамним прелазима. Изгледа да бебе могу да препознају лице своје мајке на основу образца светло-тамно који образује њена линија косе и обрис лица.
У стварном животу, људи померају и главу и делове лица. Под овим природним условима, бебе старе само два дана показују способност препознавања лица које су најчешће виђале, обично мајчиног.

## Укус и мирис
Новорођенчад има добро развијено чуло мириса. Енџин и његове колеге су показали овај чулни капацитет новорођених беба тако што су бебе старе два дана стваљали на „стабилометар“, апарат који мери физичку активност. Експериментатори су држали или пуфер без мириса или пуфер натопљен неким од различитих ароматичних раствора испред бебиног носа. Беба је оцењена да је реаговала на неки мирис ако би се њена активност повећала изнад нивоа који је имала као реакцију на пуфер без мириса. Бебе су јако реаговале на неке мирисе, као што су бели лук и сирће, а мање интезивно на неке друге, као што је алкохол. Њихове реакције указале су не само да су осетљиве на мирисе већ и да могу да их разликују. 
Ова рана осетљивост на мирисе потврђена је и у природном окружењу, када је показано да ће се 5 дана старе бебе окренути ка пуферу натопљеном мајчиним млеком, а на узрасту од 8 до 10 дана ће показати преференцију за мирис млека њихове мајке у односу на мирис млека неке друге жене. Чуло укуса новорођених беба, као и њихово чуло мириса, је врло изоштрено. Показују склоност ка слатким над киселим укусима. Такође ће дуже сисати и правити мање паузе када је у питању флашица са слатком садржином у односу на флашицу која садржи само чисту воду. Карактеристични изрази лица које бебе праве као одговор на различите укусе су невероватно слични онима које праве одрасли у сусрету са истим укусима, што показује да су ти изрази лица урођени.

## Додир, температура и положај
Способности опажања додира коже, промене температуре и промене физичког положаја, развија се врло рано у пренеталном периоду. Иако ови чулни системи нису привукли толико пажње као вид и слух, нису ништа мање важни за бебин опстанак. Бебе показују да су осетиле додир прављењем специфичних покрета, као што су повлачење додирнутог дела или окретање ка додиру. Неки подаци указују да се осетљивост на додир повећава током првих дана наком рођења. Међутим, мало се зна о томе да ли бебе могу да разликују различите тактилне стимулусе или да ли препознају који део тела је додирнут или о томе како се те способности развијају.
Бебе показују да су осетљиве на промене температуре тако што постају активније ако температура нагло опадне. На нагле промене у њиховом физичком положају, као што је нагло падање, реагују специфичним покретима налик рефлексима. Такве реакције указују да делују механизми опажања промена у физичком положају, који су смештени у средњем уху. Све заједно, постоје обимни подаци да бебе долазе на свет са чулним способностима у добром радном стању, које су много више структириране него што се раније веровало. Изучавањем способности беба да приме информације из околине и да реагују на њу, истраживачи могу прикупити податке који су им потребни за утврђивање полазне тачке постнаталног психолошког развоја.